# 上庄乡 (新野县)
上庄乡，是中华人民共和国河南省南阳市新野县下辖的一个乡镇级行政单位。

## 行政区划
上庄乡下辖以下地区：
邓庄村、田庄村、康营村、樊湾村、老龙镇村、杨营村、王寨村、上庄村、上凤鸣村、杨阁村、山坡村、马集村、彭桥村、柳坡村、王大桥村、小陈营村、陈家道村和韩营村。